# 프레즈노캥거루쥐
프레즈노캥거루쥐(Dipodomys nitratoides)는 주머니생쥐과에 속하는 설치류의 일종이다. 미국 캘리포니아주 샌아킨 계곡의 토착종이다. 농지 개발과 도시화로 인한 서식지 파괴 때문에 멸종 위협에 놓여 있으며, 국제 자연 보전 연맹(IUCN)이 "취약종"으로 분류하고 있다.

## 특징
프레즈노캥거루쥐는 캥거루쥐속에 속하는 가장 작은 캥거루쥐로 머리부터 몸까지 길이는 약 10cm 정도이다. 캥거루쥐속의 다른 캥거루쥐처럼 한 다발의 큰 장식술 털을 가진 꼬리는 머리부터 몸까지 길이 보다 길다. 캥거루쥐는 달리지 않지만 강력한 뒷다리를 사용하여 캥거루와 같은 방식으로 도약을 하며 꼬리로 몸의 균형을 유지한다. 작은 앞 발은 먹이를 잡는 데 사용한다. 상체의 털은 누르스름한 색을 띠고 하체는 흰색이다.

## 분포 및 서식지
프레즈노캥거루쥐는 미국 캘리포니아주 샌아킨 계곡 주위에서 발견된다. 아종 프레즈노캥거루쥐와 팁톤캥거루쥐는 계곡 하부에서만 발견된다. 역사적으로 아종 프레즈노캥거루쥐는 북쪽으로 머세드 강과 남쪽으로 킹스 강 사이 그리고 서쪽으로 프레즈노 슬로와 동쪽으로 프레즈노 사이의 알칼리성 초원과 염생 관목 속에서 서식한다. 분포 지역은 현재 축소되어 커맨 서부까지 프레즈노 군에서 약 160km를 차지하고 있다. 유사하게 아종 팁톤캥거루쥐의 분포 지역은 툴레어 유역 대부분의 지역부터 킹스 군 북부 지역과 컨 군 남부 지역의 경작지로 둘러싸인 일부 파편적 장소, 말라붙은 툴레어 호수 동부 지역까지로 축소되었다. 가장 광범위한 분포 범위를 가진 아종은 샌아킨 계곡 서부 구릉지대 경사면의 초원과 관목 지대에서 서식하는 짧은코캥거루쥐로 북쪽의 머세드 군부터 남쪽의 샌 에믹디오 강까지 그리고 말라붙은 부에나 비스타 호수 근처의 샌아킨 계곡 동부 지역 구릉 지대에서 발견된다.

## 아종
3종의 아종이 알려져 있다.
- 프레즈노캥거루쥐 (D. n. exilis) (Merriam, 1894)[1]:113
- 팁톤캥거루쥐 (D. n. nitratoides) (Merriam, 1894)[1]:112–113
- 짧은코캥거루쥐 (D. n. brevinasus) (Grinnell, 1920)[7]